# Cantó de Pointe-Noire
El cantó de Pointe-Noire és una divisió administrativa francesa situat al departament de Guadalupe a la regió de Guadalupe.

## Composició
El cantó comprèn la comuna de Pointe-Noire.

## Administració
| Període                                  | Identitat     | Partit | Qualitat |
| ---------------------------------------- | ------------- | ------ | -------- |
| 2004-                                    | Félix Desplan | FGPS   |          |
| Les dades anteriors no són pas conegudes |               |        |          |